# Rugby Parabiago
Il Rugby Parabiago, già Unione Sportiva Rugby Parabiago, è un club italiano di rugby a 15 con sede a Parabiago, in provincia di Milano.
La storia della squadra ha origine nel 1945, quando Leonardo Sega e Tolmino Puggioli, provenienti dal Bologna, iniziarono a lavorare al progetto di creare una squadra di rugby nel comune di Parabiago. I colori sociali rosso-blu vengono scelti ricalcando quelli storici del capoluogo emiliano e, dopo tre anni, nel 1948 la Società si affilia ufficialmente alla Federazione Italiana Rugby.
Il club ha militato per tre stagioni consecutive nella massima divisione del campionato nazionale, nella seconda metà degli anni cinquanta, nelle stagioni di serie A: 1956-57, 1957-58 e 1958-59.
Nel 2010 si è costituita la squadra femminile di rugby a 7, impegnata nella Coppa Italia di categoria; nella stagione sportiva 2017-18 ha vinto il titolo nazionale.
A partire dal 2017 il Rugby Parabiago prova a costituire in collaborazione con altre società della zona una squadra femminile di rugby a 15. Gli sforzi si concretizzano nel 2019, quando - in collaborazione con l'ASD Mastini Rugby 2007 di Opera - si forma la squadra denominata "Le Mastine Rugby Parabiago", in serie A. Per la stagione 2019/20 disputa la Serie A femminile (campionato non concluso per la pandemia Covid) e - dalla stagione successiva 2021/22 - visti i risultati sportivi (vince il girone) è ammessa nella massima serie nazionale, l'Eccellenza, campionato in cui milita tuttora.

## Giocatori storici
- Rino Venegoni, al quale è dedicato lo stadio ed un trofeo internazionale;
- Luciano Marazzini, detto "Marasín Cássa", in suo onore si gioca il "Memorial L. Marazzini";
- Carlo Marazzini, detto "Marasín Mátu";
- Silvio Repossini
- Filippo Caccia Dominioni;
- Pietro Dallù, che è anche l'autore del motto della squadra: "Chi non avanza, retrocede!"
- Giuseppe Mastroluca;
- Nino Cataldi, il "Torneo Seven" porta il suo nome
- Piero Belloni;
- Pieter Tolsma;
- Eddy Watson;
- Steve Herlihy;
- A. E. Russel Linch;

## Tornei internazionali
Rugby Parabiago organizza ogni anno:
- il "Trofeo del Galletto - Memorial Luciano Marazzini": torneo nazionale di minirugby con ospiti Club europei;

Nel 2007, presso il Centro Sportivo "Venegoni Marazzini" in Parabiago si sono svolte per la prima volta, le partite in casa della Nazionale Italiana Under 21 per il "Sei Nazioni".

## Palmarès
Coppa Italia di rugby a 7 femminile (2017-18)

## Curiosità
- Durante la stagione regolare del campionato di serie C territoriale 2010-11, la partita tra la squadra cadetta del Parabiago ed il Como si è conclusa 0-0, risultato rarissimo nel rugby.
- Durante la stagione regolare del campionato si serie B 2011-12, il Parabiago ha ottenuto tre pareggi consecutivi alla 12ª, 13ª e 15ª giornata (la 14ª fu rinviata per neve).[5]
- Durante la partita tra la squadra cadetta del Parabiago ed il Lecco del 19 marzo 2023 (risultato finale: 5-19) sono state comminate ben 7 ammonizioni, di cui 6 alla squadra di casa.
- Il 3 dicembre 2023 la squadra cadetta ha battuto il Delebio per 123-0 segnando 19 mete.